# دهستان پیران
دهستان پیران نام دهستانی در بخش مرکزی شهرستان پیرانشهر، استان آذربایجان غربی در ایران است. براساس سرشماری مرکز آمار ایران در سال ۱۳۸۵، جمعیت آن ۱۲۵۹۹ نفر (۲۲۵۷ خانوار) بوده‌است.